# Ізотопи фтору
Фтор має 19 відомих ізотопів, починаючи з 13F до 31F і два ізомери (18mF та 26mF). Тільки фтор-19 є стабільним і зустрічається в природі в більш ніж слідових кількостях; отже, фтор є моноізотопним і мононуклідним елементом.
Найдовгоживучий радіоізотоп — 18F; він має період напіврозпаду 109,734(8) хв. Усі інші ізотопи фтору мають період напіврозпаду менше хвилини, а більшість — менше секунди. Найменш стабільний відомий ізотоп — 14F, період напіврозпаду якого становить 500(60) йс, що відповідає ширині резонансу 910(100) кЕв.

## Список ізотопів
| Символ ізотопу | Z(p)            | N(n)            | Маса ізотопу (u)     | Період напіврозпаду       | Типи розпаду     | Дочірні ізотопи | Спін і парність ядра | Поширеність ізотопу в природі (мольна частка) |
| -------------- | --------------- | --------------- | -------------------- | ------------------------- | ---------------- | --------------- | -------------------- | --------------------------------------------- |
| 13F            | 9               | 4               | 13,045120(540)#      |                           | p ?              | 12O ?           | 1/2+#                |                                               |
| 14F            | 9               | 5               | 14,034320(40)        | 500(60) йс [910(100) кеВ] | p ?              | 13O ?           | 2−                   |                                               |
| 15F            | 9               | 6               | 15,017785(15)        | 1,1(3) зс [376 кеВ]       | p                | 14O             | 1/2+                 |                                               |
| 16F            | 9               | 7               | 16,011460(6)         | 21(5) зс [21,3(5,1) кеВ]  | p                | 15O             | 0−                   |                                               |
| 17F            | 9               | 8               | 17,00209524(27)      | 64,370(27) s              | β+               | 17O             | 5/2+                 |                                               |
| 18F            | 9               | 9               | 18,0009373(5)        | 109,734(8) хв             | β+               | 18O             | 1+                   | Сліди                                         |
| 18mF           | 1121,36(15) кеВ | 1121,36(15) кеВ | 1121,36(15) кеВ      | 162(7) нс                 | ІП               | 18F             | 5+                   |                                               |
| 19F            | 9               | 10              | 18,998403162067(883) | Stable                    | Stable           | Stable          | 1/2+                 | 1                                             |
| 20F            | 9               | 11              | 19,99998125(3)       | 11,0062(80) с             | β−               | 20Ne            | 2+                   |                                               |
| 21F            | 9               | 12              | 20,9999489(19)       | 4,158(20) с               | β−               | 21Ne            | 5/2+                 |                                               |
| 22F            | 9               | 13              | 22,002999(13)        | 4,23(4) с                 | β− (> 89%)       | 22Ne            | (4+)                 |                                               |
| 22F            | 9               | 13              | 22,002999(13)        | 4,23(4) с                 | n (< 11%)        | 21Ne            | (4+)                 |                                               |
| 23F            | 9               | 14              | 23,003530(40)        | 2,23(14) с                | β− (> 86%)       | 23Ne            | 5/2+                 |                                               |
| 23F            | 9               | 14              | 23,003530(40)        | 2,23(14) с                | β−n (< 14%)      | 22Ne            | 5/2+                 |                                               |
| 24F            | 9               | 15              | 24,008100(100)       | 384(16) мс                | β− (> 94.1%)     | 24Ne            | 3+                   |                                               |
| 24F            | 9               | 15              | 24,008100(100)       | 384(16) мс                | β−n (< 5.9%)     | 23Ne            | 3+                   |                                               |
| 25F            | 9               | 16              | 25,012170(100)       | 80(9) мs                  | β− (76.9(4.5)%)  | 25Ne            | (5/2+)               |                                               |
| 25F            | 9               | 16              | 25,012170(100)       | 80(9) мs                  | β−n (23.1(4.5)%) | 24Ne            | (5/2+)               |                                               |
| 25F            | 9               | 16              | 25,012170(100)       | 80(9) мs                  | β−2n ?           | 23Ne ?          | (5/2+)               |                                               |
| 26F            | 9               | 17              | 26,020050(110)       | 8,2(9) мс                 | β− (86.5(4.0)%)  | 26Ne            | 1+                   |                                               |
| 26F            | 9               | 17              | 26,020050(110)       | 8,2(9) мс                 | β−n (13.5(4.0)%) | 25Ne            | 1+                   |                                               |
| 26F            | 9               | 17              | 26,020050(110)       | 8,2(9) мс                 | β−2n ?           | 24Ne ?          | 1+                   |                                               |
| 26mF           | 643,4(1) кеВ    | 643,4(1) кеВ    | 643,4(1) кеВ         | 2,2(1) мс                 | ІП (82(11)%)     | 26F             | (4+)                 |                                               |
| 26mF           | 643,4(1) кеВ    | 643,4(1) кеВ    | 643,4(1) кеВ         | 2,2(1) мс                 | β−n (12(8)%)     | 25Ne            | (4+)                 |                                               |
| 26mF           | 643,4(1) кеВ    | 643,4(1) кеВ    | 643,4(1) кеВ         | 2,2(1) мс                 | β− ?             | 26Ne ?          | (4+)                 |                                               |
| 27F            | 9               | 18              | 27,026980(130)       | 5,0(2) мс                 | β−n (77(21)%)    | 26Ne            | 5/2+#                |                                               |
| 27F            | 9               | 18              | 27,026980(130)       | 5,0(2) мс                 | β− (23(21)%)     | 27Ne            | 5/2+#                |                                               |
| 27F            | 9               | 18              | 27,026980(130)       | 5,0(2) мс                 | β−2n ?           | 25Ne ?          | 5/2+#                |                                               |
| 28F            | 9               | 19              | 28,035860(130)       | 46 зс                     | n                | 27F             | (4−)                 |                                               |
| 29F            | 9               | 20              | 29,043100(560)       | 2,5(3) мс                 | β−n (60(40)%)    | 28Ne            | (5/2+)               |                                               |
| 29F            | 9               | 20              | 29,043100(560)       | 2,5(3) мс                 | β− (40(40)%)     | 29Ne            | (5/2+)               |                                               |
| 29F            | 9               | 20              | 29,043100(560)       | 2,5(3) мс                 | β−2n ?           | 27Ne ?          | (5/2+)               |                                               |
| 30F            | 9               | 21              | 30,05256(54)#        | 0.96+0.56 −0.41 зс        | n                | 29F             |                      |                                               |
| 31F            | 9               | 22              | 31,06020(570)#       | 2 мс# [> 260 нс]          | β− ?             | 31Ne ?          | 5/2+#                |                                               |
| 31F            | 9               | 22              | 31,06020(570)#       | 2 мс# [> 260 нс]          | β−n ?            | 30Ne ?          | 5/2+#                |                                               |
| 31F            | 9               | 22              | 31,06020(570)#       | 2 мс# [> 260 нс]          | β−2n ?           | 29Ne ?          | 5/2+#                |                                               |

1. ↑  ( ) — Похибка (1σ) наводиться в стислій формі в круглих дужках після відповідних останніх цифр.
2. ↑    1.  — Атомна маса, позначена #: значення та невизначеність, отримані не з чисто експериментальних даних, а принаймні частково з тенденцій поверхні мас.
3. ↑    1.  — Значення, позначені #, отримані не виключно з експериментальних даних, але принаймні частково з трендів сусідніх нуклідів.
4. ↑  Скорочення:
ЕЗ: електронне захоплення
ІП: ізомерний перехід
5. ↑  Жирним для стабільних ізотопів
6. ↑    1.  — Значення, позначені #, отримані не виключно з експериментальних даних, але принаймні частково з трендів сусідніх нуклідів.
7. ↑  Спіни зі слабким оцінковим обґрунтуванням взяті в дужки.
8. 1 2 3 4 5 6 7 8 9 10  Показаний режим розпаду енергетично дозволений, але експериментально не спостерігався у цього нукліда.
9. ↑  Проміжний продукт різних циклів CNO у зоряному нуклеосинтезі як частина процесу утворення гелію з водню
10. ↑  Має медичне застосування

## Фтор-18
З нестабільних нуклідів фтору 18F має найдовший період напіврозпаду, 109,734(8) хв. Розпадається до 18O через β+ розпад. З цієї причини 18F є комерційно важливим джерелом позитронів. Його основне значення полягає у виробництві радіофармацевтичного препарату флудеоксиглюкози, який використовується в позитронно-емісійній томографії в медицині.
Фтор-18 є найлегшим нестабільним нуклідом з рівним непарним числом протонів і нейтронів, по 9 у кожному. (Див. також обговорення «магічних чисел» стабільності нуклідів.)

## Ізомери
Охарактеризовано лише два ядерні ізомери (довгоіснуючі збуджені ядерні стани), фтор-18m і фтор-26m. Період напіврозпаду 18mF до того, як він зазнає ізомерного переходу, становить 162(7) нс. Це менше, ніж період напіврозпаду будь-якого основного ядерного стану радіоізотопу фтору, за винятком масових чисел 14–16, 28 і 31. Період напіврозпаду 26mF дорівнює 2.2(1) мс; він розпадається переважно до основного стану 26F або (рідко через бета-мінус розпад) до одного з високозбуджених станів 26Ne з випромінюванням нейтронів.